# Pedro Iturralde
Pedro Iturralde Ochoa (Falces, 13 de juliol de 1929 - Madrid, 1 de novembre de 2020) fou un músic saxofonista de jazz espanyol. Fou professor Catedràtic del Real Conservatori Superior de Música de Madrid on va ensenyar saxòfon des de 1978 fins a la seva jubilació en 1994. És l'únic espanyol, juntament amb Tete Montoliu, inclòs en el Diccionari de Jazz de Larousse.

## Trajectòria artística

### Primers anys

#### Gires nacionals i internacionals
Iturralde es va iniciar en els estudis musicals a primerenca edat, fent el seu debut com a saxofonista amb sol 9 anys. La seva formació autodidacta inclou saxòfon, clarinet, piano i guitarra, i més tard violí.
Als tretze anys, Iturralde ja toca com a músic professional en pobles de Navarra. Als setze, un contracte en un cafè de Logronyo li permet ampliar els seus estudis de violí i piano. Un any després ja està tocant en concerts nacionals en una orquestra dirigida pel pianista Francisco Manuel Allo.

### Consolidació
Als 18 anys realitza una gira per l'estranger i al seu retorn a Espanya decideix obtenir el títol superior de Saxòfon, examinant-se, en un any, de la carrera completa en el Conservatori Superior de Madrid (1964). Després forma el “Pedro Iturralde Quartet”.
Amb 20 anys va compondre La petita Czarda, per a saxòfon i piano acompanyant. Més endavant va publicar versions d'aquesta obra per a quartet de saxos i de clarinets, quintet de vent, orquestra de corda i banda simfònica. En aquesta època, en 1948, realitza la seva primera gira fora d'Espanya.

### Jazz Flamenc, nous estudis i primers reconeixements

#### Gires nacionals i internacionals
Després d'una gira per Líban, Grècia (en una estada d'un any, de 1958 a 1959, en la qual va aprendre grec i que li va inspirar per compondre el seu Suite Hellenique), Turquia, Itàlia, França i Alemanya, torna a Madrid per dirigir el seu quartet de jazz en el Whiskey Jazz Club, on toca gairebé diàriament durant deu anys, amb músics com Donald Byrd, Lee Konitz, Hampton Hawes, Gerry Mulligan i Tete Montoliu, experimentant la fusió de flamenc i jazz al costat del guitarrista Paco de Lucía.

#### Jazz Flamenc
Els temptejos de Iturralde amb la música flamenca, i andalusa en general, daten de la seva joventut a Logronyo, quan realitzava interpretacions de Falla, Turina, Albéniz o Granados, i més tard en la seva etapa a Grècia, on comença a improvisar sobre estils andalusos amb gran èxit, per la relació entre la música flamenca i la grega. Aquestes composicions es comencen a escoltar en el Whiskey Jazz i al programa “Club de Jazz” de Ràdio Nacional
En 1966, Joachim I. Berendt, assabentat dels experiments de Iturralde, li reclama per a una actuació en el festival de Jazz de Berlín, amb el suggeriment d'incorporar una guitarra flamenca al seu llavors quintet. En aquest festival actua al costat dels grups de Miles Davis, Thelonious Monk i Baden Powell, entre d'altres.
A partir d'aquesta fusió d'estils sorgeix la possibilitat de realitzar enregistraments, per les quals s'incorpora primer Paco de Antequera, al que després substitueix Paco de Lucía, que signa amb el pseudònim de Paco d'Algesires. D'aquestes sessions, gravades a Alemanya en 1967 i 1968, s'editen diversos discos que publiquen primer Hispavox i després Blue Note, sota el títol de "Jazz Flamenc". A Espanya no s'editarien fins a 1974.
Més endavant, Iturralde seguirà indagant en aquesta línia amb uns enregistraments per a CBS Flamenc Studio amb arranjaments de Pepe Nieto.

#### Enregistrament amb Hampton Hawes
Gràcies també a l'experiència dels concerts en el Whiskey Jazz de Madrid, Iturralde, amb l'ajuda del periodista i crític musical Juan Claudio Cifuentes, convenç a Rafael Trabucchelli, productor de Hispavox, per enregistrar un àlbum amb la secció rítmica de Iturralde en aquell moment, Eric Peter i Peer Wyboris, amb Hampton Hawes al piano, i amb Iturralde al saxo soprano, tenor i baríton i flauta. L'àlbum, titulat "Pedro Iturralde Quartet Featuring Hampton Hawes" s'enregistra en un sol dia, amb prou feines en dues hores, i és publicat per Blue Note en 1968. Hauria de passar una llarga temporada descatalogat, fins que el segell Fresh Sound Records el recuperés el 1986 per a una edició internacional.

#### Premis, estudis, noves gires
En els anys setanta, Iturralde comença a rebre els seus primers reconeixements. Les seves composicions “Like Coltrane” i “Toy” són premiades en el Concurs Internacional de Composició de Temes de Jazz a Mònaco, en 1972 i 1978.
En els anys 70, l'Acadèmia “Berklee” de Boston li ofereix una beca perquè ampliï els seus coneixements jazzístics. Estudia “Arranging” amb Herb Pomeroy, Harmonia avançada, Història del Jazz, etc. Actua amb el Quintet de la Facultat i amb la “All Star Faculty Big Band” en els concerts "Dos-cents anys de Jazz a Amèrica".
Actua a Hèlsinki com a artista convidat en “The New Music Orchestra”, interpretant les seves pròpies composicions. En nombroses ocasions reuneix una Big Band a Madrid per actuar en programes de TV, i en el Teatre Español per a l'homenatge a Federico García Lorca. També col·labora com a solista amb l'Orquestra Nacional d'Espanya i amb la Simfònica d'RTVE sota la direcció d'Igor Markevitch, Jesús López Cobos i Enrique García Asensio, entre d'altres.
En 1992 el seu tema "Old Friends" és triat per formar part del repertori de la Big Band del Cim Europeu de Maastricht.

### Actualitat
A partir dels anys vuitanta, Iturralde compagina la seva labor de catedràtic de saxòfon amb una creixent activitat discogràfica i concertística. En aquells anys publica dos discos, "Los ojos de Eva" i "Fabuloso", intervé diverses vegades al programa de TVE "Jazz entre amics" de Juan Claudio Cifuentes i estableix un quartet amb Carlos Carli, Horaci Cast i Víctor Merlo, amb els quals publica un disc en directe, "Una nit en el Central", enregistrat al cafè Central de Madrid el novembre de 1994.
Durant la dècada dels noranta edita dos nous discos, "Sax a pel", amb un quartet de saxòfons, i "Etnofonías", i actua a Lió amb L'Ensemble de Saxòfons.
En 2014 publica un nou disc, "Entre amics", amb el seu quartet més recent, integrat per Richie Ferrer, Mariano Díaz i Carlos Carli, en el qual revisa enregistraments de tota la seva carrera i incorpora temes nous. Mentre, segueix tocant en clubs i festivals de tot Espanya, al mateix temps que és objecte de tota mena de premis i distincions.

## Compositor de bandes sonores
Iturralde ha treballat component música original per a pel·lícules com a «Noves amistats» (1963), de Ramón Mengis; «Majors amb objeccions» (1966) i «El viatge a cap part» (1986), ambdues de Fernando Fernán Gómez.

## Treball com a músic d'estudi i col·laboracions
A més de la seva carrera com a intèrpret, capdavantera de banda i compositor, Iturralde ha estat un prolífic músic d'estudi i col·laborador amb una llarga sèrie d'artistes de pop, rock i cançó d'autor espanyola com Burning, Joan Manuel Serrat, Miguel Ríos, Luis Eduardo Aute, Raphael, Bulldog, Alberto Cortez, Amancio Prada, els Pekenikes, Mari Trini, Urko, Paco de Lucía, Elia Fleta, Juan Carlos Calderón, Víctor i Diego, La banda drapaire del riu o Jayme Marques.

## Discografia

### LPs
- 1967 - Jazz Flamenco
- 1968 - Jazz Flamenco 2
- 1968 - Pedro Iturralde Quartet Featuring Hampton Hawes
- 1974 - Flamenco Jazz
- 1976 - Flamenco Studio
- 1982 - Los ojos de Eva
- 1982 - Fabuloso
- 1994 - Una noche en el Central
- 1994 - Sax a pel
- 1999 - Etnofonías
- 2014 - Entre amigos

### Singles i EPs
- 1962 - Flamenco Twist
- 1962 - Madison
- 1962 - Iturralde
- 1962 - El ritmo de Iturralde
- 1963 - Bossa Nova
- 1982 - Hoy No Me Puedo Levantar / (Out Here) On My Own
- 2017 - Mis inicios

## Premis i distincions
- Premi del Ministeri de Cultura a l'edició més destacada en la contribució a la pedagogia, per l'obra "324 escales per a la improvisació de Jazz", 1990
- Premi de la Comunitat de Madrid a la creació musical, 1992
- Fill predilecte de Falces, Navarra, 1995
- Premio Príncep Viana de la Cultura, 2007
- Premi a Tota Una vida de l'Acadèmia de les Arts i les Ciències de la Música, 2007[5]
- Medalla d'Or de les Belles arts, 2009[6]
- Medalla d'Honor de la SGAE, 2016[7]
- Medalla d'Or al Mèrit del Treball, 2017[8]
- Premi Francisco de Javier, 2018[9]